# Wildalpen
Wildalpen je obec v Rakousku ve spolkové zemi Štýrsko (okres Liezen). Leží v údolí, kterým protéká řeka Salza, jižně od pohoří Hochschwab, mezi známým poutním místem Mariazell a zimním střediskem Hochkar. Je známa ve vodáckém prostředí pro výborné podmínky sjízdnosti této řeky. Z okolních kopců jsou nádherné výhledy nejenom na toto údolíčko, ale při krásném počasí jsou vidět i hory různých pohoří Alp.

## Politika

### Starostové
- 1977–1987 Ewald Uresch (SPÖ)
- 1987–2000 Hermann Baumann (SPÖ)
- 2000–2007 Ewald Uresch (SPÖ), ein zweites Mal
- od roku 2007 Karin Gulas (SPÖ)[2]

## Fotogalerie

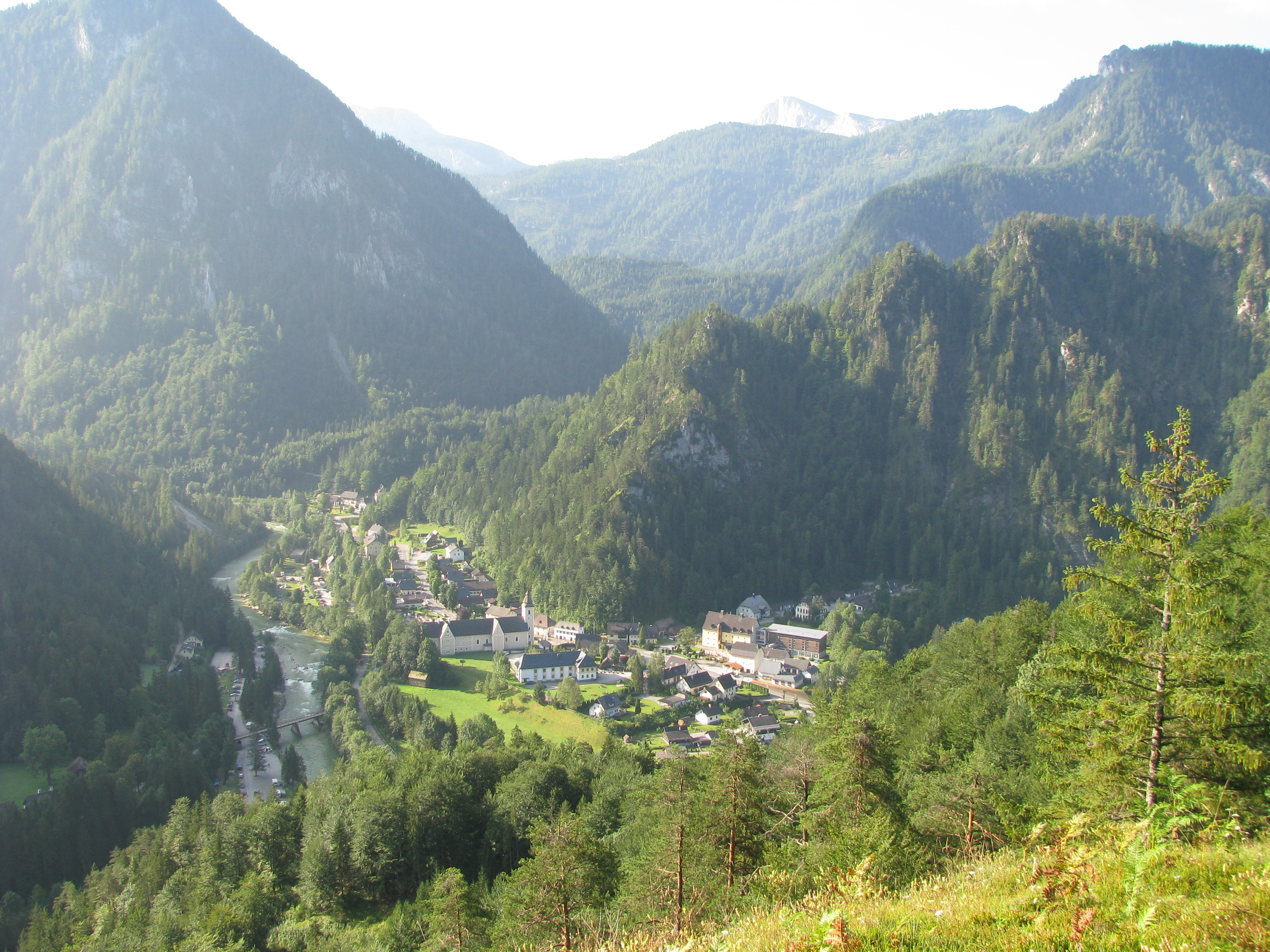
Pohled z kopce Löwekogel
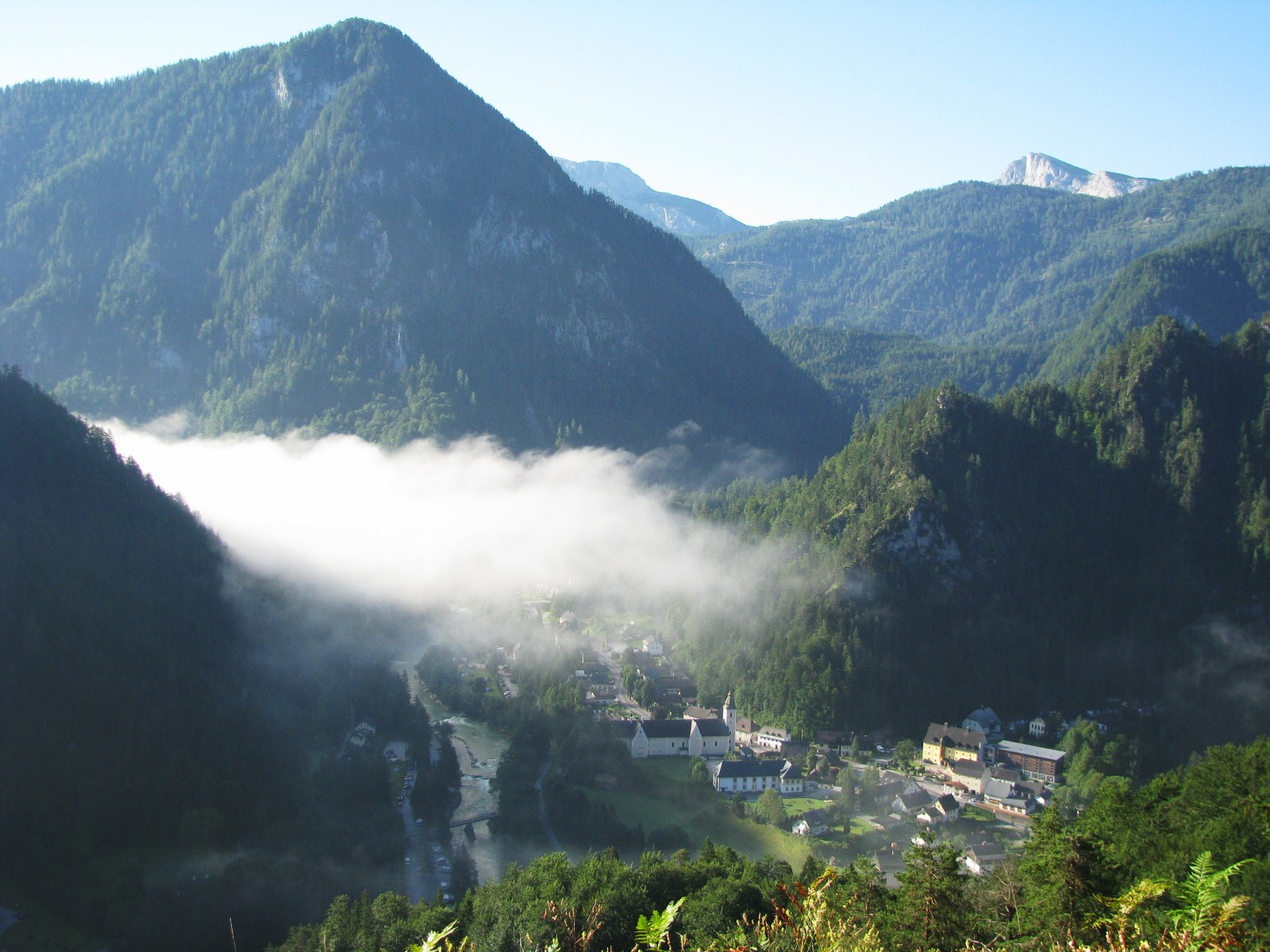
Wildalpen v ranním oparu
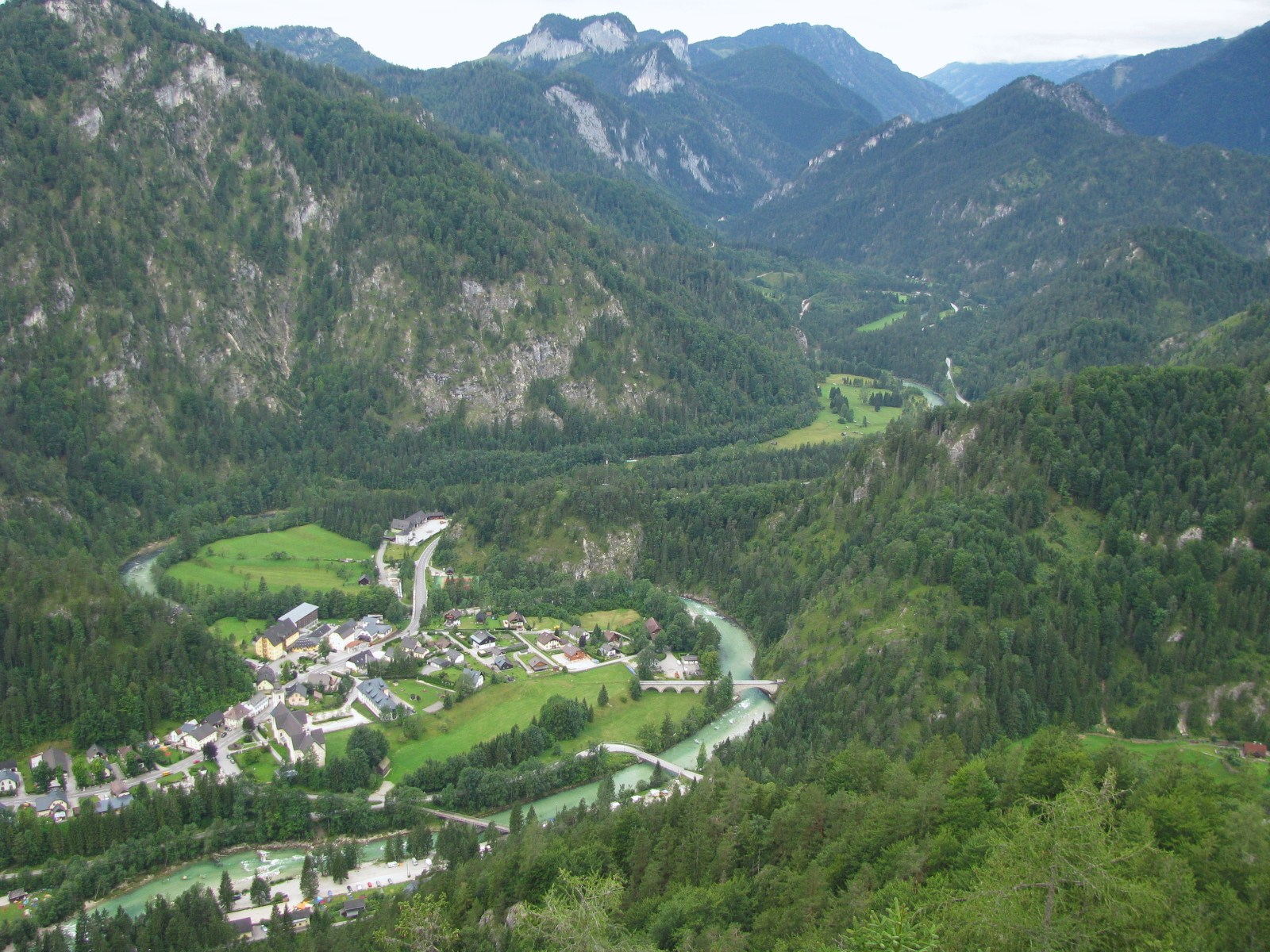
Pohled z kopce Mitterberg
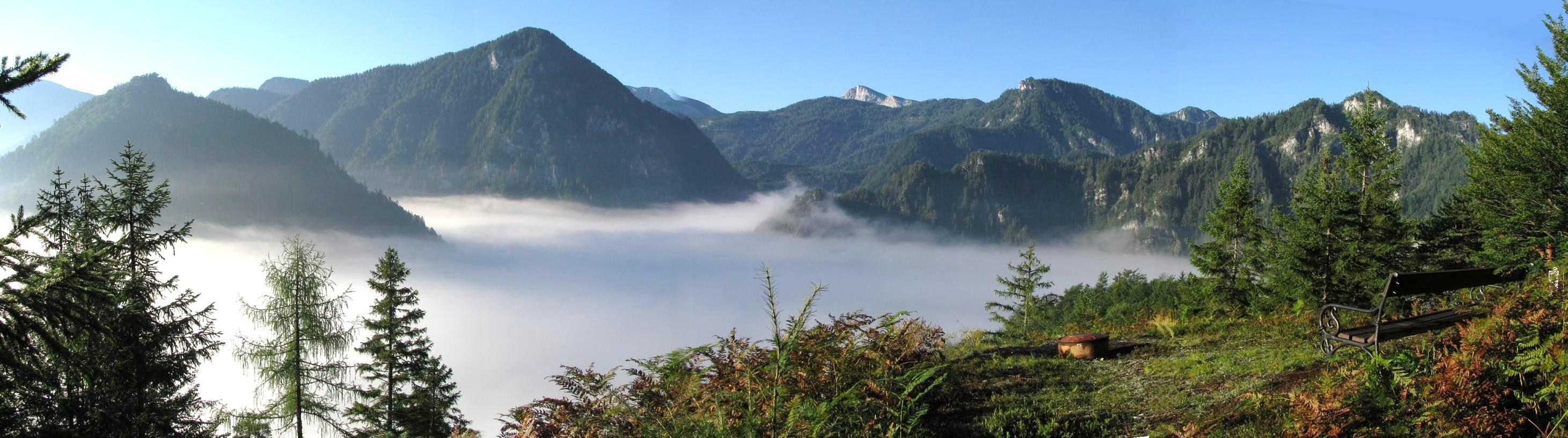
Panorama z kopce Löwekogel
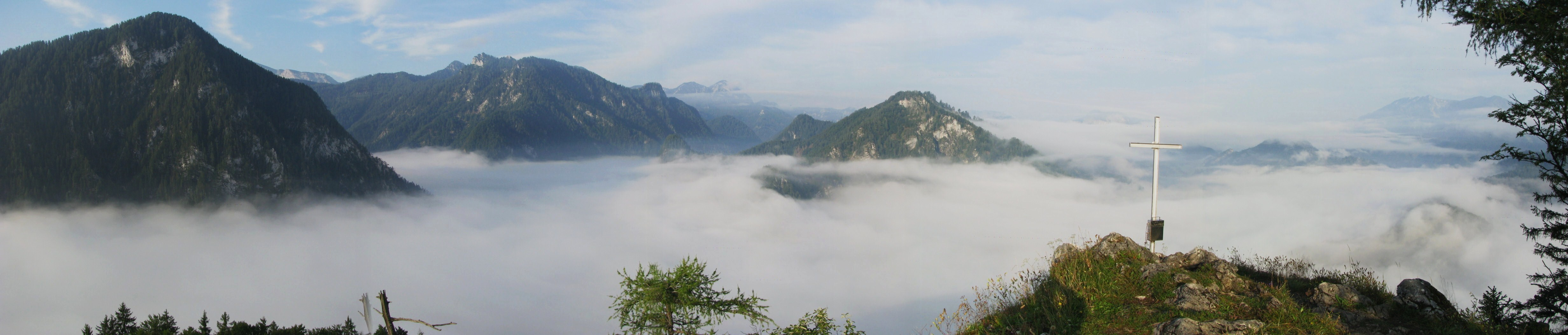
Panorama z kopce Mitterberg (904 m)
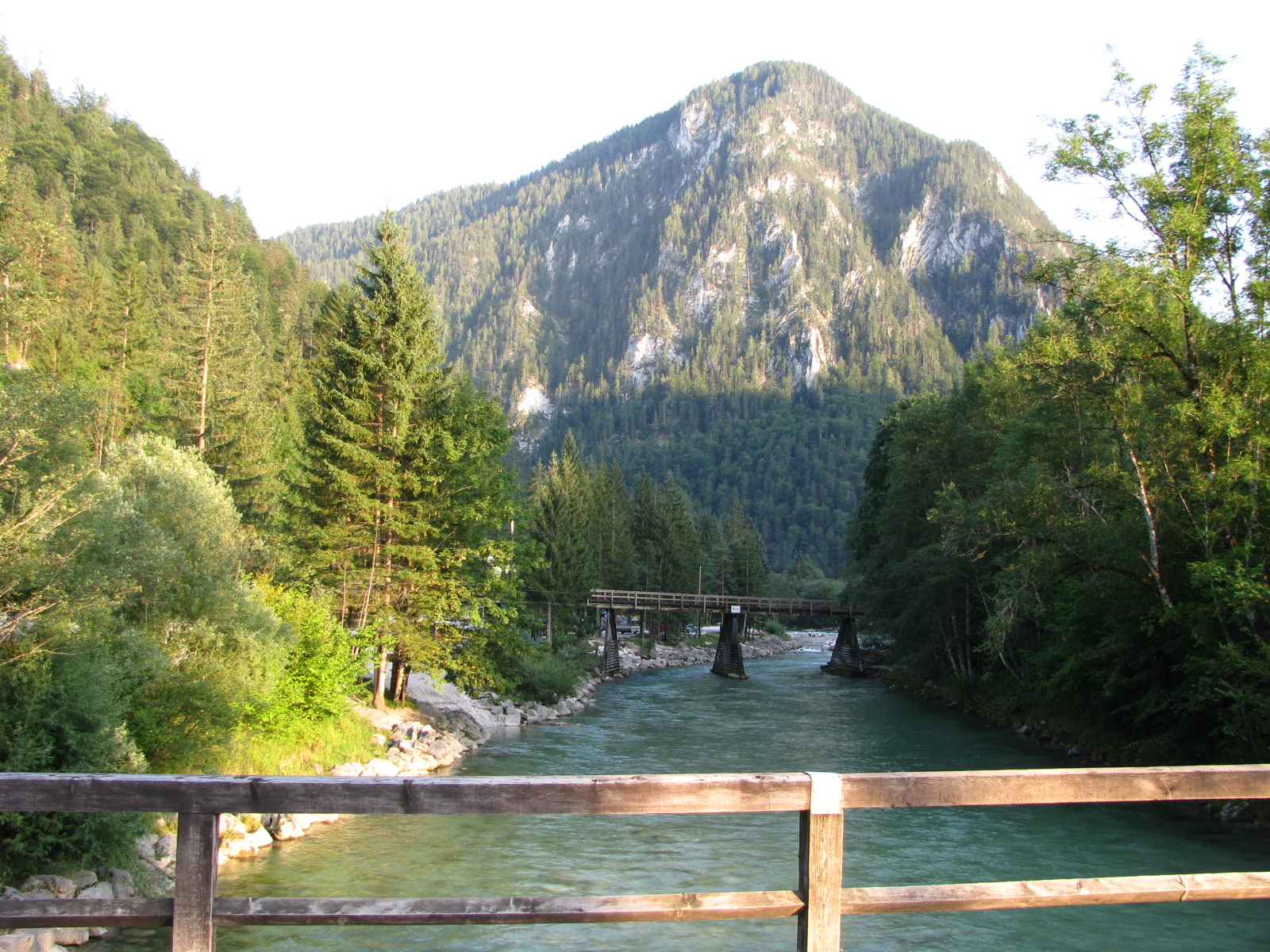
… údolím protéká řeka Salza …